# Населення Східного Тимору
Населення Східного Тимору. Чисельність населення країни 2015 року становила 1,231 млн осіб (159-те місце у світі). Чисельність тиморців стабільно збільшується, народжуваність 2015 року становила 34,16 ‰ (28-ме місце у світі), смертність — 6,1 ‰ (162-ге місце у світі), природний приріст — 2,42 % (30-те місце у світі) . 

## Природний рух

### Відтворення

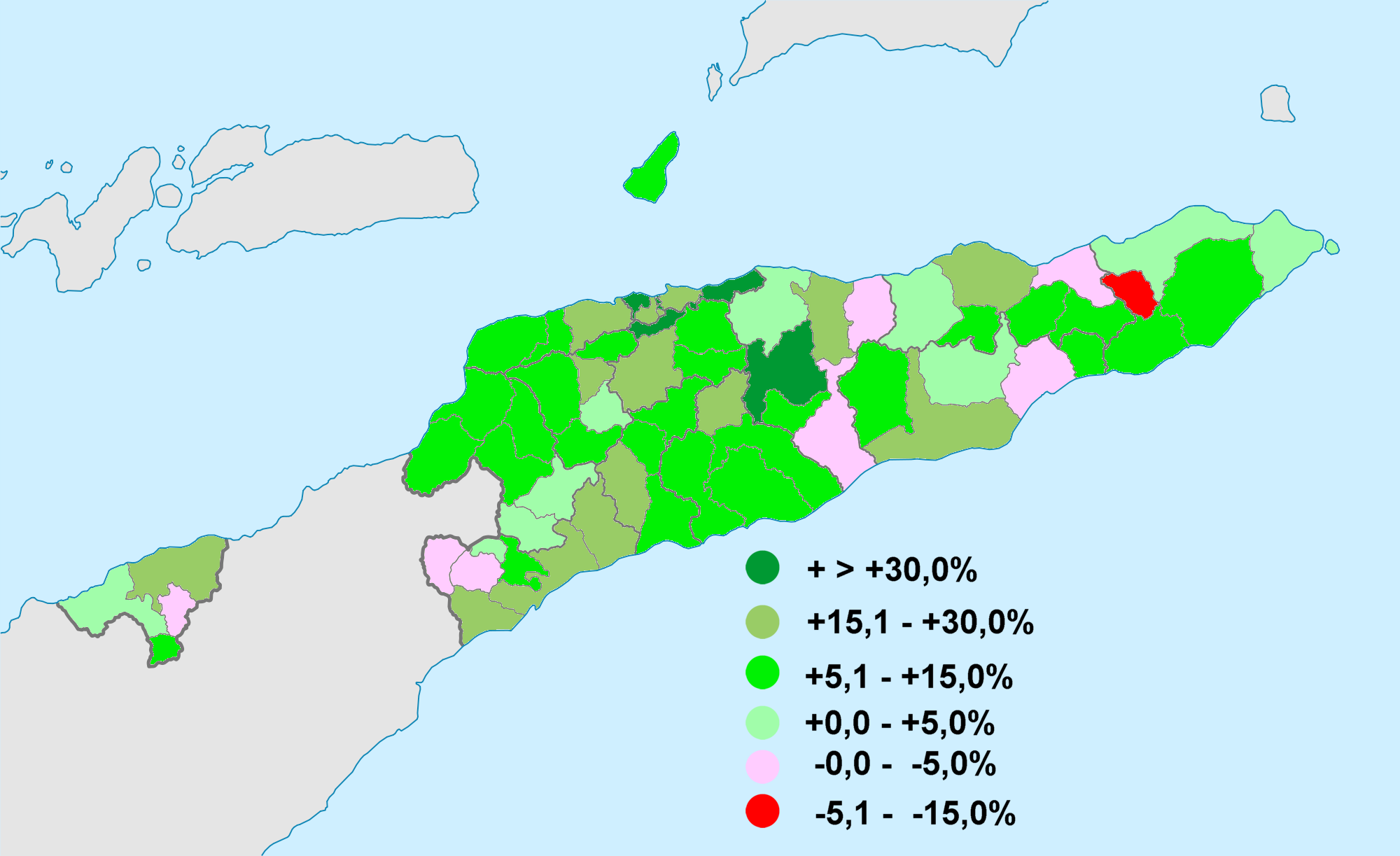
Природний приріст населення за період 2004—2010 років по регіонах держави

Народжуваність у Східному Тиморі, станом на 2015 рік, дорівнює 34,16 ‰ (28-ме місце у світі). Коефіцієнт потенційної народжуваності 2015 року становив 5,01 дитини на одну жінку (15-те місце у світі). Рівень застосування контрацепції 22,3 % (станом на 2010 рік). Середній вік матері при народженні першої дитини становив 22,1 року, медіанний вік для жінок — 25—29 років (оцінка на 2010 рік).
Смертність у Східному Тиморі 2015 року становила 6,1 ‰ (162-ге місце у світі).
Природний приріст населення в країні 2015 року становив 2,42 % (30-те місце у світі).

### Вікова структура

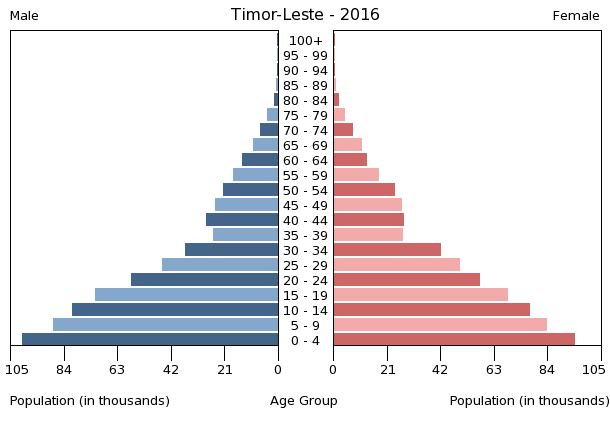
Віково-статева піраміда населення Східного Тимору, 2016 рік

Середній вік населення Східного Тимору становить 18,8 року (205-те місце у світі): для чоловіків — 18,2, для жінок — 19,4 року. Очікувана середня тривалість життя 2015 року становила 67,72 року (165-те місце у світі), для чоловіків — 66,17 року, для жінок — 69,37 року.
Вікова структура населення Східного Тимору, станом на 2015 рік, мала такий вигляд:
- діти віком до 14 років — 41,82 % (264 636 чоловіків, 250 184 жінки);
- молодь віком 15—24 роки — 20,02 % (124 937 чоловіків, 121 508 жінок);
- дорослі віком 25—54 роки — 29,59 % (175 569 чоловіків, 188 726 жінок);
- особи передпохилого віку (55—64 роки) — 4,84 % (30 584 чоловіки, 29 010 жінок);
- особи похилого віку (65 років і старіші) — 3,73 % (21 948 чоловіків, 24 014 жінок)[1].

### Шлюбність— розлучуваність
Середній вік, коли чоловіки беруть перший шлюб, дорівнює 25,0 року, жінки — 20,6 року, загалом — 22,8 року (дані за 2012 рік).

## Розселення
Густота населення країни 2015 року становила 79,7 особи/км² (137-ме місце у світі).

### Урбанізація
Східний Тимор середньоурбанізована країна. Рівень урбанізованості становить 32,8 % населення країни (станом на 2015 рік), темпи зростання частки міського населення — 3,75 % (оцінка тренду за 2010—2015 роки).
Головні міста держави: Ділі (столиця) — 228,0 тис. осіб (дані за 2014 рік).

### Міграції
Річний рівень еміграції 2015 року становив 3,86 ‰ (189-те місце у світі). Цей показник не враховує різниці між законними і незаконними мігрантами, між біженцями, трудовими мігрантами та іншими.
Східний Тимор є членом Міжнародної організації з міграції (IOM).

## Расово-етнічний склад
| Етнічний склад (2015 рік) | Етнічний склад (2015 рік) | Етнічний склад (2015 рік) | Етнічний склад (2015 рік) | Етнічний склад (2015 рік) |
| ------------------------- | ------------------------- | ------------------------- | ------------------------- | ------------------------- |
| Етнос:                    |                           |                           | Відсоток:                 |                           |
| австронезійці             | австронезійці             |                           | %                         | %                         |
| малайо-полінезійці        | малайо-полінезійці        |                           | %                         | %                         |
| папуаси                   | папуаси                   |                           | %                         | %                         |
| китайці                   | китайці                   |                           | %                         | %                         |

Головні етноси країни: австронезійці (малайо-полінезійці), папуаси, невелика кількість китайців.

## Мови
| Мови Східного Тимору (2015 рік) | Мови Східного Тимору (2015 рік) | Мови Східного Тимору (2015 рік) | Мови Східного Тимору (2015 рік) | Мови Східного Тимору (2015 рік) |
| ------------------------------- | ------------------------------- | ------------------------------- | ------------------------------- | ------------------------------- |
| Мова:                           |                                 |                                 | Відсоток:                       |                                 |
| тетум                           | тетум                           |                                 | %                               | %                               |
| португальська                   | португальська                   |                                 | %                               | %                               |
| індонезійська                   | індонезійська                   |                                 | %                               | %                               |
| англійська                      | англійська                      |                                 | %                               | %                               |
| інші                            | інші                            |                                 | %                               | %                               |

Офіційні мови: тетум, португальська. Інші поширені мови: індонезійська, англійська, 16 місцевих мов (галолі, мамбаї, кемак та інші).

## Релігії
| Релігії в Східному Тиморі (2008 рік) | Релігії в Східному Тиморі (2008 рік) | Релігії в Східному Тиморі (2008 рік) | Релігії в Східному Тиморі (2008 рік) | Релігії в Східному Тиморі (2008 рік) |
| ------------------------------------ | ------------------------------------ | ------------------------------------ | ------------------------------------ | ------------------------------------ |
| Віросповідання:                      |                                      |                                      | Відсоток:                            |                                      |
| католики                             | католики                             |                                      | 96.9%                                | 96.9%                                |
| протестанти                          | протестанти                          |                                      | 2.2%                                 | 2.2%                                 |
| мусульмани                           | мусульмани                           |                                      | 0.3%                                 | 0.3%                                 |
| інші                                 | інші                                 |                                      | 0.6%                                 | 0.6%                                 |

Головні релігії й вірування, які сповідує, і конфесії та церковні організації, до яких відносить себе населення країни: римо-католицтво — 96,9 %, протестантизм — 2,2 %, іслам — 0,3 %, інші — 0,6 % (2005).

## Освіта
Рівень письменності 2015 року становив 67,5 % дорослого населення (віком від 15 років): 71,5 % — серед чоловіків, 63,4 % — серед жінок.
Державні витрати на освіту становлять 7,7 % ВВП країни, станом на 2014 рік (7-ме місце у світі). Середня тривалість освіти становить 13 років, для хлопців — до 14 років, для дівчат — до 13 років (станом на 2010 рік).

## Охорона здоров'я
Забезпеченість лікарями в країні на рівні 0,07 лікаря на 1000 мешканців (станом на 2011 рік). Забезпеченість лікарняними ліжками у стаціонарах — 5,9 ліжка на 1000 мешканців (станом на 2010 рік). Загальні витрати на охорону здоров'я 2014 року становили 1,5 % ВВП країни (156-те місце у світі).
Смертність немовлят до 1 року, станом на 2015 рік, становила 37,54 ‰ (55-те місце у світі); хлопчиків — 40,5 ‰, дівчаток — 34,39 ‰. Рівень материнської смертності 2015 року становив 215 випадків на 100 тис. народжень (41-ше місце у світі).
Східний Тимор входить до складу ряду міжнародних організацій: Міжнародного руху (ICRM) і Міжнародної федерації товариств Червоного Хреста і Червоного Півмісяця (IFRCS), Дитячого фонду ООН (UNISEF), Всесвітньої організації охорони здоров'я (WHO).

### Захворювання
Потенційний рівень зараження інфекційними хворобами в країні дуже високий. Найпоширеніші інфекційні захворювання: діарея, гепатит А, черевний тиф, гарячка денге, малярія (станом на 2016 рік).
Кількість хворих на СНІД невідома, дані про відсоток інфікованого населення в репродуктивному віці 15—49 років відсутні. Дані про кількість смертей від цієї хвороби за 2014 рік відсутні.
Частка дорослого населення з високим індексом маси тіла 2014 року становила 1,8 % (178-ме місце у світі); частка дітей віком до 5 років зі зниженою масою тіла становила 37,7 % (оцінка на 2013 рік). Ця статистика показує як власне стан харчування, так і наявну/гіпотетичну поширеність різних захворювань.

### Санітарія
Доступ до облаштованих джерел питної води 2015 року мало 95,2 % населення в містах і 60,5 % в сільській місцевості; загалом 71,9 % населення країни. Відсоток забезпеченості населення доступом до облаштованого водовідведення (каналізація, септик): в містах — 69 %, в сільській місцевості — 26,8 %, загалом по країні — 40,6 % (станом на 2015 рік).

## Соціально-економічне становище
Співвідношення осіб, що в економічному плані залежать від інших, до осіб працездатного віку (15—64 роки) загалом становить 92,3 % (станом на 2015 рік): частка дітей — 81,5 %; частка осіб похилого віку — 10,7 %, або 9,3 потенційно працездатного на 1 пенсіонера. Загалом ці показники характеризують рівень потреби державної допомоги в секторах освіти, охорони здоров'я та пенсійного забезпечення, відповідно. За межею бідності 2011 року перебувало 37 % населення країни. Розподіл доходів домогосподарств у країні має такий вигляд: нижній дециль — 4 %, верхній дециль — 27 % (станом на 2007 рік).
Станом на 2012 рік, у країні 744,0 тис. осіб не має доступу до електромереж; 42 % населення має доступ, у містах цей показник дорівнює 78 %, у сільській місцевості — 27 %. Рівень проникнення інтернет-технологій надзвичайно низький. Станом на липень 2015 року в країні налічувалось 165 тис. унікальних інтернет-користувачів (205-те місце у світі), що становило 13,4 % загальної кількості населення країни.

### Трудові ресурси
Загальні трудові ресурси 2013 року становили 259,8 тис. осіб (167-ме місце у світі). Зайнятість економічно активного населення у господарстві країни розподіляється таким чином: аграрне, лісове і рибне господарства — 64 %; промисловість і будівництво — 10 %; сфера послуг — 26 % (2010). 10,51 тис. дітей у віці від 5 до 14 років (4 % загальної кількості) 2002 року були залучені до дитячої праці. Безробіття 2012 року дорівнювало 11 % працездатного населення, 2011 року — 18,4 % (124-те місце у світі); серед молоді у віці 15—24 років ця частка становила 14,8 %, серед юнаків — 10,4 %, серед дівчат — 22,7 % (79-те місце у світі).

## Кримінал

#### Наркотики

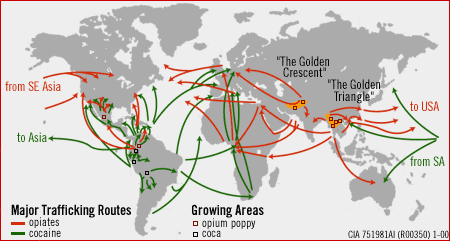
Світові маршрути наркотрафіку

Ситуація з наркотрафіку всередині країни і її місце в міжнародному розподілі невідома.

### Торгівля людьми
Згідно зі щорічною доповіддю про торгівлю людьми (англ. Trafficking in Persons Report) Управління з моніторингу та боротьби з торгівлею людьми Державного департаменту США, уряд Східного Тимору докладає значних зусиль у боротьбі з явищем примусової праці, сексуальної експлуатації, незаконною торгівлею внутрішніми органами, але законодавство відповідає мінімальним вимогам американського закону 2000 року щодо захисту жертв (англ. Trafficking Victims Protection Act’s) не повною мірою, країна перебуває у списку другого рівня.

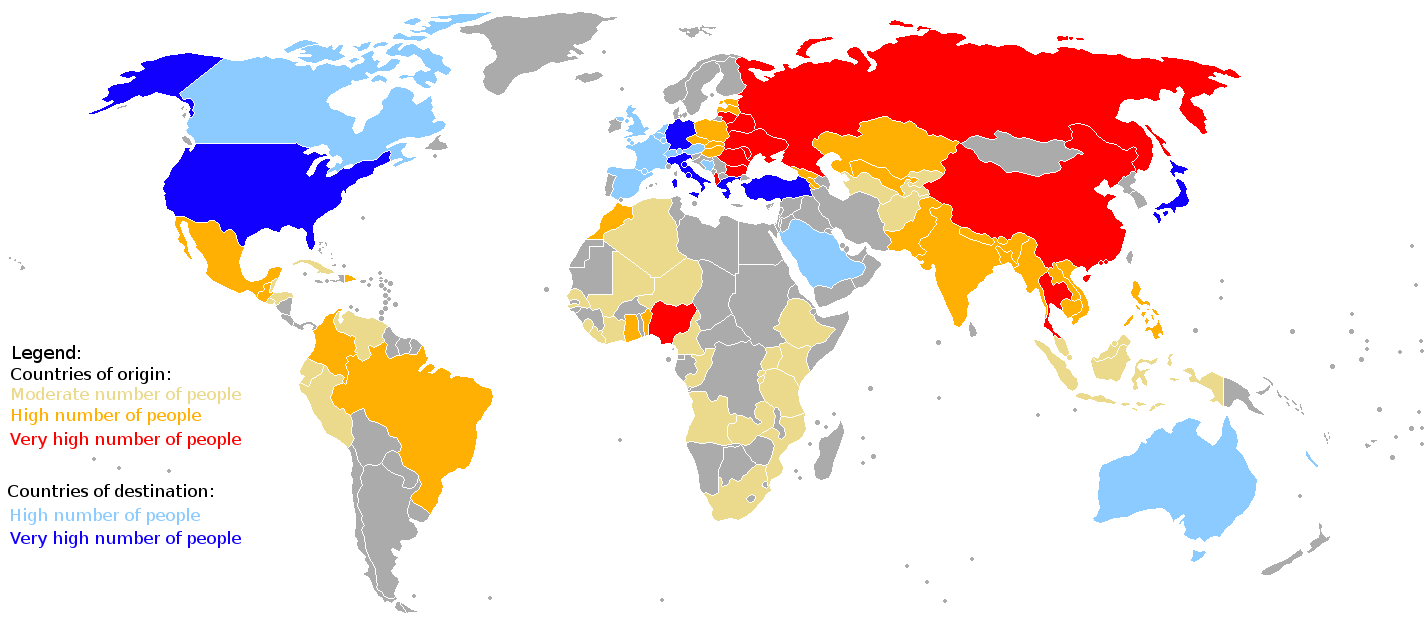
Країни-донори (червоний) і країни-реципієнти кримінальних потоків  (англ.)
Глобальна боротьба з торгівлею людьми (англ.)

## Гендерний стан
Статеве співвідношення (оцінка 2015 року):
- при народженні — 1,07 особи чоловічої статі на 1 особу жіночої;
- у віці до 14 років — 1,06 особи чоловічої статі на 1 особу жіночої;
- у віці 15—24 років — 1,03 особи чоловічої статі на 1 особу жіночої;
- у віці 25—54 років — 0,93 особи чоловічої статі на 1 особу жіночої;
- у віці 55—64 років — 1,05 особи чоловічої статі на 1 особу жіночої;
- у віці за 64 роки — 0,91 особи чоловічої статі на 1 особу жіночої;
- загалом — 1,01 особи чоловічої статі на 1 особу жіночої[1].

## Демографічні дослідження
Демографічні дослідження у країні ведуться рядом державних і наукових установ:

### Українською
- Атлас. 10—11 клас. Економічна і соціальна географія світу / упорядники :  О. Я. Скуратович, Н. І. Чанцева. — К. : ДНВП «Картографія», 2010. — ISBN 978-966-475-639-3.
- Атлас світу / голов. ред. І. С. Руденко ; зав. ред. В. В. Радченко ; відп. ред. О. В. Вакуленко. — К. : ДНВП «Картографія», 2005. — 336 с. — ISBN 9666315467.
- Безуглий В. В. Економічна і соціальна географія зарубіжних країн : Навчальний посібник. — К. : ВЦ «Академія», 2007. — 704 с. — ISBN 978-966-580-239-6.
- Безуглий В. В., Козинець С. В. Регіональна економічна і соціальна географія світу : Навчальний посібник. — видання 2-ге, доп., перероб. — К. : ВЦ «Академія», 2007. — 688 с. — ISBN 966-580-144-9.
- Головченко В. І., Кравчук О. Країнознавство: Азія, Африка, Латинська Америка, Австралія і Океанія. — К., 2006. — 335 с. — ISBN 966-8939-04-2.
- Гудзеляк І. І. Географія населення: Навчальний посібник / І. Гудзеляк. — Л. : Видавничий центр ЛНУ імені Івана Франка, 2008. — 232 с. — ISBN 978-966-613-599-8.
- Дахно І. І. Країни світу: Енциклопедичний довідник / І. І. Дахно, С. М. Тимофієв. — К. : Мапа, 2011. — 606 с. — (Бібліотека нового українця) — ISBN 978-966-8804-23-6.
- Дахно І. І. Економічна географія зарубіжних країн : навчальний посібник. — К. : Центр учбової літератури, 2014. — 319 с. — ISBN 978-611-01-0682-5.
- Джаман В. О. Регіональні системи розселення: демографічні аспекти. — Чернівці : Рута, 2003. — 392 с. — ISBN 9665685988.
- Дорошенко Л. С. Демографія: Навчальний посібник. — К. : МАУП, 2005. — 112 с. — ISBN 966-608-442-2.
- Дубович І. А. Країнознавчий словник-довідник. — 5-те вид., перероб. і доп. — К. : Знання, 2008. — 839 с. — ISBN 978-966-346-330-8.
- Економічна і соціальна географія країн світу. Навчальний посібник / За ред. Кузика С. П. — Л. : Світ, 2002. — 672 с. — ISBN 966-603-178-7.
- Загальна медична географія світу / В. О. Шевченко [та ін.] — К. : [б.в.], 1998. — 178 с.
- Ігнатьєв П. М. Країнознавство: Країни Азії. — Ч. : Книги-XXI, 2004. — 383 с. — ISBN 966-8029-53-4.
- Книш М. М., Мамчур О. І. Регіональна економічна і соціальна географія світу (Латинська Америка та Карибські країни, Африка, Азія, Океанія) : навч. посіб. — Л. : ЛНУ ім. Івана Франка, 2013. — 368 с. — ISBN 978-617-10-0007-0.
- Крисаченко В. С. Динаміка населення: Популяційні, етнічні та глобальні виміри. — К. : Видавництво Національного інституту стратегічних досліджень, 2005. — 368 с. — ISBN 966-554-083-1.
- Любіцева О. О., Мезенцев К. В., Павлов С. В. Географія релігій. — К. : АртЕК, 1999. — 504 с. — ISBN 966-505-006-0.
- Масляк П. О. Країнознавство. — К. : Знання, 2007. — 292 с. — (Вища освіта XXI століття)
- Масляк П. О., Дахно І. І. Економічна і соціальна географія світу / П. О. Масляк, І. І. Дахно ; за ред. П. О. Масляка. — К. : Вежа, 2003. — 280 с. — ISBN 966-7091-53-8.

### Російською
- (рос.) Восточный Тимор // Демографический энциклопедический словарь / главн. ред. Валентей Д. И. — М. : Советская энциклопедия, 1985. — 608 с.
- (рос.) Восточный Тимор // Страны и народы. Зарубежная Азия. Юго-Восточная Азия / Редкол. : П. И. Пучков (отв. ред.) и др. — М. : «Мысль», 1979. — 303 с. — (Страны и народы) — 180 тис. прим.
- (рос.) Атлас народов мира / Отв. ред. С. И. Брук и В. С. Апенченко. — М. : ГУГК ГГК СССР и Институт этнографии им. Н. Н. Миклухо-Маклая АН СССР, 1964. — 185 с. — 20 тис. прим.
- (рос.) Численность и расселение народов мира. Этнографические очерки / под ред. С. И. Брука. — М. : Издательство АН СССР, 1962. — 487 с.
- (рос.) Лаппо Г. М. География городов: Учебное пособие для географических факультетов вузов. — М. : Туманит, изд. центр ВЛАДОС, 1997. — 476 с. — ISBN 5-691-00047-0.
- (рос.) Ягельский А. География населения. — М. : Прогресс, 1980. — 383 с.